# Lucas Woudenberg
Lucas Woudenberg (Woerden, 25 april 1994) is een Nederlands voetballer die doorgaans als verdediger speelt. Hij maakte in de zomer van 2023 de overstap van Willem II naar Valenciennes FC.

## Clubstatistieken

### Feyenoord
Woudenberg begon bij VV Zwammerdam en werd al op vroege leeftijd door Feyenoord overgenomen. In het seizoen 2013/14 werd hij uitgeleend aan stadgenoot SBV Excelsior, waar hij tot 37 wedstrijden kwam. In het seizoen 2014/15 speelde Woudenberg twee duels voor Feyenoord in de Eredivisie en maakte hij in het Europese duel tegen Standard Luik zijn debuut in de Europa League.

### N.E.C.
Feyenoord verhuurde Woudenberg in augustus 2015 voor een jaar aan N.E.C.. Hij maakte zijn debuut voor de club uit Nijmegen op vrijdag 28 augustus, toen NEC in Tilburg met 1-0 won van Willem II door een treffer van Navarone Foor. Woudenberg viel in dat duel na 85 minuten in voor Marcel Ritzmaier. 'De Witte Keniaan' verdreef collega Bart Buysse meteen uit de basis. Op 1 november 2015 scoorde hij zijn eerste officiële goal, tegen AZ Alkmaar.
Na dit seizoen keerde Woudenberg terug bij Feyenoord, alwaar hij zijn contract tot de zomer van 2019 verlengde.

### Terug bij Feyenoord
Woudenberg stond in de eerste zeven speelrondes van seizoen 2016/17 in de basis bij Feyenoord, dat in die periode geen punt verloor. Hij raakte echter geblesseerd, waardoor eerst Miquel Nelom en later Terence Kongolo zijn plaats innam. Trainer Giovanni van Bronckhorst bleef dit de rest van het seizoen als sterkste opstelling zien. Woudenberg raakte op het tweede, maar veelal derde plan en mocht dat seizoen nog eenmaal in actie komen, als invaller.

### sc Heerenveen
Woudenberg tekende in augustus 2017 een contract tot medio 2019 bij sc Heerenveen, dat hem definitief overnam van Feyenoord. In zijn verbintenis werd een optie voor nog een seizoen opgenomen. Jerry St. Juste bewandelde eerder die zomer de omgekeerde route. Hij speelde vijf seizoenen voor Heerenveen, waarin hij tot 121 wedstrijden, twee goals en vijf assists kwam.

### Willem II
In juni 2022 tekende hij een contract voor drie jaar bij Willem II. Hij kwam transfervrij over van Heerenveen. Hij speelde 39 wedstrijden in zijn eerste seizoen maar werd vierde. In de play-offs om promotie werd vervolgens verloren van VVV-Venlo.

### Valenciennes
In augustus 2023 ging hij naar het Franse Valenciennes FC, uitkomend in de Ligue 2. Op 12 augustus maakte hij tegen SC Bastia zijn debuut voor Valenciennes. Op 21 oktober 2023 maakte hij tegen Grenoble Foot 38 zijn eerste goal voor de Franse club. 

## Clubstatistieken
| Seizoen         | Club            | Competitie      | Competitie | Competitie | Beker | Beker | Overig | Overig | Totaal | Totaal |
| Seizoen         | Club            | Competitie      | Wed.       | Dlp.       | Wed.  | Dlp.  | Wed.   | Dlp.   | Wed.   | Dlp.   |
| --------------- | --------------- | --------------- | ---------- | ---------- | ----- | ----- | ------ | ------ | ------ | ------ |
| 2013/14         | Feyenoord       | Eredivisie      | 0          | 0          | 0     | 0     | 0      | 0      | 0      | 0      |
| 2013/14         | → Excelsior     | Eerste divisie  | 31         | 0          | 2     | 0     | 4      | 0      | 37     | 0      |
| 2014/15         | Feyenoord       | Eredivisie      | 2          | 0          | 0     | 0     | 1      | 0      | 3      | 0      |
| 2015/16         | → N.E.C.        | Eredivisie      | 30         | 1          | 3     | 0     | 0      | 0      | 33     | 1      |
| 2016/17         | Feyenoord       | Eredivisie      | 8          | 0          | 3     | 0     | 0      | 0      | 11     | 0      |
| 2017/18         | sc Heerenveen   | Eredivisie      | 23         | 1          | 2     | 0     | 0      | 0      | 25     | 1      |
| 2018/19         | sc Heerenveen   | Eredivisie      | 26         | 0          | 3     | 0     | 0      | 0      | 29     | 0      |
| 2019/20         | sc Heerenveen   | Eredivisie      | 14         | 0          | 0     | 0     | 0      | 0      | 14     | 0      |
| 2020/21         | sc Heerenveen   | Eredivisie      | 29         | 1          | 2     | 0     | 0      | 0      | 31     | 1      |
| 2021/22         | sc Heerenveen   | Eredivisie      | 19         | 0          | 1     | 0     | 2      | 0      | 22     | 0      |
| 2022/23         | Willem II       | Eerste divisie  | 36         | 2          | 1     | 0     | 2      | 0      | 39     | 2      |
| 2023/24         | Valenciennes    | Ligue 2         | 31         | 1          | 5     | 0     | 0      | 0      | 36     | 1      |
| Carrière totaal | Carrière totaal | Carrière totaal | 249        | 6          | 22    | 0     | 9      | 0      | 280    | 6      |

## Interlandcarrière
Nederland onder 19
Woudenberg debuteerde op 10 september 2012 in het Nederlands voetbalelftal onder 19, in een vriendschappelijke wedstrijd tegen Schotland –19 (5–0 winst).
| Interlands van Lucas Woudenberg | Interlands van Lucas Woudenberg | Interlands van Lucas Woudenberg | Interlands van Lucas Woudenberg | Interlands van Lucas Woudenberg | Interlands van Lucas Woudenberg |
| №                               | Datum                           | Wedstrijd                       | Uitslag                         | Soort Wedstrijd                 | Doelpunten                      |
| Als speler bij Feyenoord        | Als speler bij Feyenoord        | Als speler bij Feyenoord        | Als speler bij Feyenoord        | Als speler bij Feyenoord        | Als speler bij Feyenoord        |
| ------------------------------- | ------------------------------- | ------------------------------- | ------------------------------- | ------------------------------- | ------------------------------- |
| 1.                              | 10 september 2012               | Schotland – Nederland           | 1 – 2                           | Vriendschappelijk               | 0                               |
| 2.                              | 9 oktober 2012                  | Nederland – Malta               | 5 – 0                           | Kwalificatie EK onder 19        | 0                               |
| 3.                              | 11 oktober 2012                 | Nederland – San Marino          | 4 – 0                           | Kwalificatie EK onder 19        | 0                               |
| 4.                              | 14 oktober 2012                 | Polen – Nederland               | 1 – 3                           | Kwalificatie EK onder 19        | 0                               |
| 5.                              | 6 februari 2013                 | Nederland – Schotland           | 2 – 1                           | Vriendschappelijk               | 0                               |
| 6.                              | 21 maart 2013                   | Nederland – Tsjechië            | 6 – 0                           | Vriendschappelijk               | 0                               |
| 7.                              | 20 juni 2013                    | Litouwen – Nederland            | 2 – 3                           | EK onder 19                     | 0                               |
| 8.                              | 23 juni 2013                    | Nederland – Portugal            | 1 – 4                           | EK onder 19                     | 0                               |
| 9.                              | 26 juni 2013                    | Nederland – Spanje              | 2 – 3                           | EK onder 19                     | 0                               |

## Erelijst
| Eredivisie | 1x | 2016/17 |